# Episodi di Duncanville (terza stagione)
La terza stagione della serie animata Duncanville, composta da 16 episodi, è trasmessa negli Stati Uniti, da Fox, dal 1º maggio al 18 ottobre 2022.
In Italia va in onda in prima visione assoluta dal 21 novembre 2022 al 9 gennaio 2023 su Italia 2 in prima serata.
| n° | Codice di produzione | Titolo Originale               | Titolo Italiano                         | Prima TV USA    | Prima TV Italia  |
| -- | -------------------- | ------------------------------ | --------------------------------------- | --------------- | ---------------- |
| 1  | 3LAZ01               | Gamer vs. Gamer                | Giocatore contro giocatore              | 1º maggio 2022  | 21 novembre 2022 |
| 2  | 3LAZ02               | Clothes and Dagger             | Vestiti e pugnale!                      | 8 maggio 2022   | 21 novembre 2022 |
| 3  | 3LAZ03               | (Work) Marriage Story          | Matrimonio del lavoro                   | 15 maggio 2022  | 28 novembre 2022 |
| 4  | 3LAZ04               | Plumbdog Millionaire           | L'idraulico milionario                  | 22 maggio 2022  | 28 novembre 2022 |
| 5  | 3LAZ05               | Annie v. Fun                   | Annie contro il divertimento            | 5 giugno 2022   | 5 dicembre 2022  |
| 6  | 3LAZ06               | Throw Momma from the Brain     | Getta la mamma dal cervello             | 5 giugno 2022   | 5 dicembre 2022  |
| 7  | 3LAZ07               | Dead Stan Walking              | Stan morto che cammina                  | 12 giugno 2022  | 12 dicembre 2022 |
| 8  | 3LAZ08               | She Snoops, She Scores!        | La ficcanaso perfetta                   | 12 giugno 2022  | 12 dicembre 2022 |
| 9  | 3LAZ09               | Born to Run (A Small Business) | Nato per gestire (una piccola attività) | 19 giugno 2022  | 19 dicembre 2022 |
| 10 | 3LAZ010              | Moneyballs                     | L'arte di vincere                       | 26 giugno 2022  | 19 dicembre 2022 |
| 11 | 3LAZ011              | The Young and the Bexless      | Febbre di giovinezza                    | 18 ottobre 2022 | 26 dicembre 2022 |
| 12 | 3LAZ012              | Witch Day 3                    | La festa della strega 3                 | 18 ottobre 2022 | 26 dicembre 2022 |
| 13 | 3LAZ013              | The Dudliest Catch             | Pesca fallimentare                      | 18 ottobre 2022 | 2 gennaio 2023   |
| 14 | 3LAZ014              | The Pursuit of Daddyness       | La ricerca della paternità              | 18 ottobre 2022 | 2 gennaio 2023   |
| 15 | 3LAZ015              | The Sharent Trap               | Sharenting e quant'altro                | 18 ottobre 2022 | 9 gennaio 2023   |
| 16 | 3LAZ016              | Ditch Mitch or Die Trying      | Molla Mitch o muori provandoci          | 18 ottobre 2022 | 9 gennaio 2023   |